# 企業組織再編
企業組織再編（きぎょうそしきさいへん）とは、企業の組織を編成しなおすことである。
効率的な事業運営や事業部門拡大等を目的として行われる。
- 会社法は、以下で条数のみ記載する。

## 種類
- 組織変更
- 吸収合併
合併の当事者となる会社のうちの一つの会社を存続会社として残し、その余の会社の権利義務を存続会社に承継させて消滅させる。
- 新設合併
合併の当事者となる各会社を解散して、新たに設立する会社に全て承継させる。
- 吸収分割
- 新設分割
- 株式交換
株式交換完全子会社の発行済株式の全部を、株式交換完全親会社である株式会社又は合同会社に取得させることをいう。
- 株式移転
- 事業譲渡

## 書面等の備置き及び閲覧
事前開示
- 吸収合併契約等に関する書面等の備置き及び閲覧等（782条）
消滅株式会社等の株主及び債権者（株式交換完全子会社にあっては、株主及び新株予約権者）は、消滅株式会社等に対して、その営業時間内は、いつでも、吸収合併契約等の閲覧等の請求をすることができる（3項）。
- 吸収合併契約等に関する書面等の備置き及び閲覧等（794条）

事後開示
- 吸収分割又は株式交換に関する書面等の備置き及び閲覧等（791条）
- 吸収合併等に関する書面等の備置き及び閲覧等（801条）

## 略式組織再編
特別支配関係のある株式会社（468条1項）間における組織再編行為の場合に、被特別支配会社での株主総会の決議を省略できる組織再編（784条1項、796条1項）。

## 用語
吸収合併等
- 吸収合併
- 吸収分割
- 株式交換

消滅株式会社等（782条）
- 吸収合併消滅株式会社
- 吸収分割株式会社
- 株式交換完全子会社

存続株式会社等
- 吸収合併存続株式会社
- 吸収分割承継株式会社
- 株式交換完全親株式会社